# Легка атлетика на Європейських іграх 2019
Змагання з легкої атлетики на Європейських іграх 2019 були проведені з 23 по 28 червня в Мінську на Національному олімпійському стадіоні «Динамо».
Змагання з легкої атлетики були проведені в новому форматі «Динамічна нова легка атлетика» (англ. Dynamic New Athletics). Формат передбачав проведення матчевих зустрічей тривалістю біля 120 хвилин між змішаними командами-учасницями, де 24 збірні були розподілені по групах та починали боротьбу з кваліфікаційного раунду.
В кожному матчі були передбачені змагання між шістьма збірними в дев'яти дисциплінах: біг на 100 метрів (жінки), біг на 100 метрів (чоловіки), біг на 100 метрів з бар'єрами (жінки), біг на 110 метрів з бар'єрами (чоловіки), стрибки у довжину (жінки), метання списа (жінки), стрибки у висоту (чоловіки), змішана естафета 4×400 метрів та змішана естафета переслідування (800 м (чоловіки) — 600 м (жінки) — 400 м (чоловіки) — 200 м (жінки)). Перможці та призери індивідуальних видів та естафет були визначені на підставі результатів першого змагального дня (23 червня), коли відбулись матчеві зустрічі кваліфікаційного раунду.
Змагання у бігових дисциплінах, не рахуючи гонки переслідування, відбувалися за класичними правилами, чого не можна сказати про технічні. Зі стрибків у висоту серед чоловіків, стрибків у довжину серед жінок і метання списа у жінок учасники виконували лише по три спроби. Їх розподілили на дві підгрупи, і кожен з учасників провів по дві дуелі з суперниками. За перемогу спортсмен/спортсменка отримували по три бали. Згідно з набраною сумою визначалися пари на фінальні дуелі. Переможці підгруп розігрували перше і друге місця, атлети, які стали другими, — третє і четверте, а ті, хто посів треті сходинки, — п'яте і шосте. При цьому стрибуни у висоту заявляли суддям висоти таємно від суперників, тим самим додаючи інтриги змаганням. Тобто дізнатися, на яку висоту стрибатиме атлет Х, атлет Y міг лише тоді, коли Х виходив у сектор. При цьому від спроби до спроби висоту можна було як підвищувати, так і знижувати. На завершення кожного матчу команди змагалися в естафеті переслідування. Команди стартували з часовим гандикапом за системою Гундерсона. Команда-лідер після восьми видів програми стартувала під постріл стартера, решта — з затримкою у 0,33 секунди за кожне очко програшу лідеру. Саме за результатами цієї гонки і розподіляли місця.
Чвертьфінальні матчеві зустрічі відбулись 25 червня, півфінальні — 26 червня. Фінал, за результатами якого був вручений останній, десятий, комплект нагород найсильнішим командам, — 28 червня.
Легкоатлетична збірна України взяла участь в змаганнях у складі 21 атлета.

## Індивідуальна першість

### Чоловіки
| Дисципліни             | Золото                      | Золото | Срібло                     | Срібло | Бронза                        | Бронза |
| ---------------------- | --------------------------- | ------ | -------------------------- | ------ | ----------------------------- | ------ |
| 100 метрів             | Карлуш Насіменту Португалія | 10,35  | Ян Волко Словаччина        | 10,38  | Джак Алі Гарві Туреччина      | 10,42  |
| 110 метрів з бар'єрами | Гассан Фофана Італія        | 13,60  | Віталій Парахонка Білорусь | 13,68  | Константінос Дувалідіс Греція | 13,72  |
| Стрибки у висоту       | Максим Недосеков Білорусь   | 2,27   | Ілля Іванюк Росія          | 2,26   | Богдан Бондаренко Україна     | 2,21   |

### Жінки
| Дисципліни             | Золото                    | Золото | Срібло                              | Срібло | Бронза                            | Бронза |
| ---------------------- | ------------------------- | ------ | ----------------------------------- | ------ | --------------------------------- | ------ |
| 100 метрів             | Мая Міхалінец Словенія    | 11,36  | Крістіна Тимановська Білорусь       | 11,36  | Рафаела Спанудакі-Хациріга Греція | 11,61  |
| 100 метрів з бар'єрами | Ельвіра Герман Білорусь   | 12,89  | Анна Плотіцина Україна              | 13,14  | Грета Керекеш Угорщина            | 13,16  |
| Стрибки у довжину      | Олена Соколова Росія      | 6,76   | Анастасія Мирончик-Іванова Білорусь | 6,71   | Марина Бех-Романчук Україна       | 6,58   |
| Метання списа          | Тетяна Холодович Білорусь | 64,37  | Катерина Старигіна Росія            | 63,57  | Мадара Паламейка Латвія           | 63,22  |

### Змішані
| Дисципліни              | Золото                                                                | Золото  | Срібло                                                             | Срібло  | Бронза                                                                   | Бронза  |
| ----------------------- | --------------------------------------------------------------------- | ------- | ------------------------------------------------------------------ | ------- | ------------------------------------------------------------------------ | ------- |
| 4×400 метрів            | Україна Анна Рижикова Станіслав Сеник Тетяна Мельник Данило Даниленко | 3.17,31 | Чехія Ян Тесарж Барбора Малікова Лада Вондрова Міхал Десенський    | 3.19,05 | Португалія Рікарду Душ Сунтуш Катя Азеведу Рівінілда Ментай Жуан Коелью  | 3.19,63 |
| Естафета переслідування | Україна Євген Гуцол Ольга Ляхова Олексій Поздняков Яна Качур          | 4.25,02 | Чехія Філіп Сасінек Діана Мезулянікова Патрік Шорм Марцела Піркова | 4.26,22 | Італія Ріккардо Тамассіа Ірене Бальдессарі Джузеппе Леонарді Джулія Ріва | 4.29,07 |

## Командна першість
На завершення кожного матчу команди змагалися в естафеті переслідування, в якій стартували з часовим гандикапом за системою Гундерсона. Команда-лідер після восьми видів програми стартувала під постріл стартера, решта — з затримкою у 0,33 секунди за кожне очко програшу лідеру. Саме за результатами цієї гонки і розподіляли місця.

### Кваліфікаційні матчі
За результатами командних виступів у кваліфікаційних матчах право напряму портапити до півфінального раунду отримували переможці матчів та дві найкращі команди серед тих, які стали другими. Решта збірних виборювала право виступити у півфіналі у чвертьфінальних матчах.
| Місце | Команда    |
| ----- | ---------- |
| 1     | Німеччина  |
| 2     | Угорщина   |
| 3     | Греція     |
| 4     | Словаччина |
| 5     | Кіпр       |
| 6     | Швейцарія  |

| Місце | Команда  |
| ----- | -------- |
| 1     | Росія    |
| 2     | Франція  |
| 3     | Італія   |
| 4     | Словенія |
| 5     | Румунія  |
| 6     | Естонія  |

| Місце | Команда  |
| ----- | -------- |
| 1     | Чехія    |
| 2     | Білорусь |
| 3     | Литва    |
| 4     | Латвія   |
| 5     | Ірландія |
| 6     | Польща   |

| Місце | Команда    |
| ----- | ---------- |
| 1     | Україна    |
| 2     | Іспанія    |
| 3     | Данія      |
| 4     | Португалія |
| 5     | Туреччина  |
| 6     | Болгарія   |

### Чвертьфінальні матчі
| Місце | Команда    |
| ----- | ---------- |
| 1     | Італія     |
| 2     | Греція     |
| 3     | Латвія     |
| 4     | Польща     |
| 5     | Словаччина |
| 6     | Швейцарія  |

| Місце | Команда    |
| ----- | ---------- |
| 1     | Португалія |
| 2     | Угорщина   |
| 3     | Данія      |
| 4     | Болгарія   |
| 5     | Ірландія   |
| 6     | Кіпр       |

| Місце | Команда   |
| ----- | --------- |
| 1     | Іспанія   |
| 2     | Туреччина |
| 3     | Литва     |
| 4     | Румунія   |
| 5     | Естонія   |
| 6     | Словенія  |

### Півфінальні матчі
| Місце | Команда    |
| ----- | ---------- |
| 1     | Україна    |
| 2     | Франція    |
| 3     | Німеччина  |
| 4     | Португалія |
| 5     | Туреччина  |
| 6     | Греція     |

| Місце | Команда  |
| ----- | -------- |
| 1     | Білорусь |
| 2     | Італія   |
| 3     | Чехія    |
| 4     | Іспанія  |
| 5     | Угорщина |
| 6     | Росія    |

### Фінальний матч
| Місце | Команда   |
| ----- | --------- |
| 1     | Україна   |
| 2     | Білорусь  |
| 3     | Німеччина |
| 4     | Чехія     |
| 5     | Франція   |
| 6     | Італія    |

## Медальний залік
*   Країна-господарка (  Білорусь)
| Місце               | Країна              | Золото | Срібло | Бронза | Загалом |
| ------------------- | ------------------- | ------ | ------ | ------ | ------- |
| 1                   | Білорусь*           | 3      | 4      | 0      | 7       |
| 2                   | Україна             | 3      | 1      | 2      | 6       |
| 3                   | Росія               | 1      | 2      | 0      | 3       |
| 4                   | Італія              | 1      | 0      | 1      | 2       |
| 4                   | Португалія          | 1      | 0      | 1      | 2       |
| 6                   | Словенія            | 1      | 0      | 0      | 1       |
| 7                   | Чехія               | 0      | 2      | 0      | 2       |
| 8                   | Словаччина          | 0      | 1      | 0      | 1       |
| 9                   | Греція              | 0      | 0      | 2      | 2       |
| 10                  | Туреччина           | 0      | 0      | 1      | 1       |
| 10                  | Угорщина            | 0      | 0      | 1      | 1       |
| 10                  | Німеччина           | 0      | 0      | 1      | 1       |
| 10                  | Латвія              | 0      | 0      | 1      | 1       |
| Загалом (13 збірні) | Загалом (13 збірні) | 10     | 10     | 10     | 30      |